# الشاب خلاص
الشاب خلاص هو مغني جزائري من مواليد مدينة قسنطينة، إخلاص براهيمي هو الاسم الكامل للفنان الذي أصبح نجم السطايفي. تعرّف عليه الجمهور مبكراً بعد أن اكتشف فيه طاقات صوتية مذهلة و يعتبر الشاب خلاص النجم السطايفي ومن منافسيه الشيخ السلطان وفواز لاكلاس والشاب ياسين التيقر وحتى أنه أحياناً يغني طابع الراي.

## أهم أغانيه
- نبغيك(أحبك)
- جاني خبرك.(أتاني أخبارك)
- ليمغري.(المهاجر)
- ولي لي.(إرجعي عندي)
- مول الشاش.
- أرواح تشوف.(تعال ترى)
- سامحيني.
- طال غياب الزين الغالي
- حبيبي